# パウル・ロシェ
パウル・ロシェ（Paul Rosche、1934年4月1日 - 2016年11月15日）は、ドイツの自動車技術者である。ドイツの自動車メーカーであるBMWでエンジン開発の責任者を長く務め、同社において数々の高性能車両用エンジンを設計したことで知られる。名はポール、姓はロッシュ、ロッシェと表記されることもある。

## 概要
1960年代から1990年代にかけてのBMWのエンジン開発の中心的人物であり、1972年に設立されたBMWモータースポーツ社（現在のBMW Mモータースポーツ社）では設立初期からエンジン開発を主導し、市販乗用車用からレーシングカー用まで、数多くの高性能エンジン開発に携わった。
1999年に引退するまで、40年以上にわたって一貫してBMWでエンジン開発を行っており、同社の伝説的エンジニアとして知られた。「エンジンの魔術師」、「エンジンの教祖」、「Mの神様」とも呼ばれた。

## 経歴
1934年にミュンヘンで生まれた。1957年11月、23歳の時に大学を卒業し、間を置かず地元ミュンヘンに本拠を置くBMWに入社。
アレクサンダー・フォン・ファルケンハウゼンが指揮していたエンジンの開発部門に配属された。当時のBMWのエンジン開発は総勢6名という小規模な体制で行われていた。ロシェは最初の仕事としてBMW・501/502、BMW・507のカムシャフトの強度計算を任された。この仕事が高く評価され、「Nocken-Paul」（カムシャフト・パウル）の異名が付けられた。

### M10エンジン (ツーリングカー)
1960年代半ば、ファルケンハウゼンはBMWの経営陣にM10エンジンをモータースポーツで使用するよう働きかけ、以降、ロシェはファルケンハウゼンの下でモータースポーツ用エンジンの開発も数多く手掛けるようになっていく。
M10エンジンはファルケンハウゼンが1950年代末に設計した1.5リッターの直列4気筒エンジンで、1961年発売のBMW・1500（ノイエクラッセ）に「M115エンジン」として搭載されたのを手始めに、同社の様々な乗用車に搭載されることになるエンジンである。
ロシェはM10をベースとしてBMW・2002tik用にターボチャージャーを搭載したエンジンを開発し、同車は1969年のヨーロッパツーリングカー選手権でダブルタイトルを獲得した（前年から連覇）。レーシングカーの2002tikは、その後、量産車としては世界初のターボエンジン搭載車両である「2002ターボ」（1973年発売）へと発展した。

### M12エンジン (F2)
ツーリングカーレース以外では、フォーミュラカーレース用にM10エンジンをベースとして「M12エンジン」を開発し、最初のモデルである1.6リッターの「M12/1エンジン」を1968年に完成させた（このエンジンが 実戦に投入されたかは不明）。
BMWのレース活動はゲルハルト・ミッターの死亡事故や同社の予算削減を受けて1970年から活動が一時凍結され、この決定に伴い、ロシェは市販車部門に異動となり、小排気量の直列6気筒エンジン（後にスモールシックスと通称される）のプロジェクトリーダーを務めることになった。一方で、レース用のM12エンジンの開発は活動の凍結期間中も同僚のエンジニアとともに終業後に社外のガレージで続けた。
BWWは1972年にモータースポーツ活動を再開し、この際、モータースポーツ部門全体の責任者としてヨッヘン・ニアパッシュがライバルであるフォード（ニアパッシュはフォードのモータースポーツ部門責任者だった）から引き抜かれた。同時に、BMWは子会社としてBMWモータースポーツ社（現在のBMW Mモータースポーツ社）を設立し、同社の経営も任されたニアパッシュは従来のツーリングカーレースにおける活動に加えて、フォーミュラ2（F2）にも活動の舞台を広げることを計画し、ロシェをレーシングエンジン開発に呼び戻した。
そうして、ロシェはM10エンジンをベースとしたF2用エンジンの開発を命じられ、従来のM12/1エンジンを発展させ、1973年に2リッターの「M12/6エンジン」を完成させた。このエンジンはヨーロッパF2において常勝エンジンとなり、その状態は1981年に本田技研工業（ホンダ）がF2に進出してくるまでの間続いた。同時に、累計で500基以上とも言われるほど大量に市場に出回ったことにより、F2だけではなく、日本の富士グランチャンピオンレースや全日本F2000選手権も含め、様々なカテゴリで使用され、各カテゴリの隆盛にも寄与した。

### エンジン開発責任者
1975年にファルケンハウゼンが引退したことに伴い、ロシェはBMWのエンジン部門で技術面全般の責任者となり、市販車とレーシングカーのエンジン開発の指揮をするようになる。1979年から1996年にかけて肩書は「テクニカルディレクター」となり、1999年に引退するまでの20年以上に渡って、ロシェはレーシングカーから市販車までBMWのあらゆるエンジン開発の技術面の総責任者を務めた。

#### M12/13エンジン (F1・1982年 - 1986年)
BMW本社の首脳陣はモータースポーツ活動の凍結を1972年に解除した後もレースにはあまり熱心ではなかったが、ニアパッシュはF1への参戦を目論んでおり、ロシェらエンジニアはF2用のM12エンジンをベースとしてF1用ターボエンジンの開発を密かに行っていた。そうして完成したのが、排気量1.5リッターのF1用ターボエンジンである「M12/13エンジン」である。BMWのレーシングエンジンは、M10エンジンからこのエンジンまで一貫して直列4気筒を採用しており、M12/13エンジンは当時のF1用エンジンとしては珍しい市販車用エンジンを直接のルーツに持つエンジンだった。
このエンジンは1980年末にベンチテストが始まり、1981年イギリスグランプリのフリー走行で初めてF1の公式セッションでの走行にこぎつけた。
BMW本社の首脳陣は、紆余曲折の末、F1にエンジンサプライヤーとして参入することを正式に決定し、1982年シーズンから参戦が始まった。

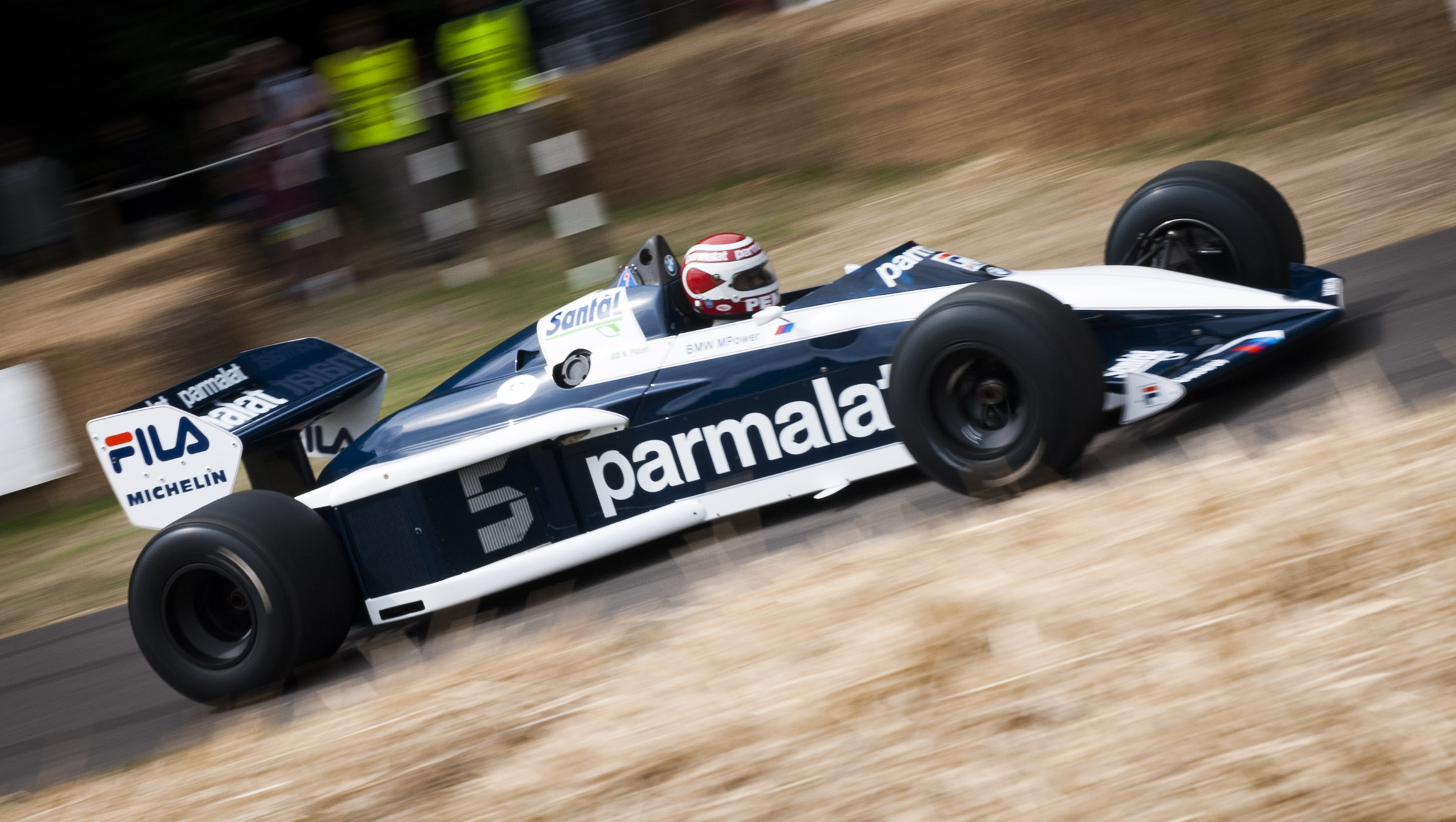
ブラバム・BT52（1983年。画像は2013年）のデモ走行を行うピケ

初年度はブラバムのみに供給し、6月に開催された第8戦カナダGPで、ネルソン・ピケが同エンジンにとっての初優勝を挙げた。2年目の1983年シーズンでは、ブラバム・BMWのピケが年間3勝を挙げ、ピケにとって2度目となるチャンピオンタイトルを獲得した（車両はブラバム・BT52）。コンストラクターズタイトルは逃したものの、F1において、BMWエンジン搭載車によるタイトル獲得はこれが初で、2000年代の参戦を含めても唯一のものとなる。
M12/13エンジンはその高出力で特筆され、その実現のため、ロシェはF1では初めてエンジンバルブの制御にコンピュータによる電子制御を導入するとともに、特殊燃料の研究にも取り組んだ（当時は違反ではなかった）。そのエンジン出力は「900馬力」と公称していたが、実際には1986年シーズンには予選において最大で1,400馬力を超える大出力を発生していたとされ、出力において「史上最強」と呼ばれるほどの評価を獲得した。しかし、その年のBT55でゴードン・マレーが実践していた「ローライン」コンセプトと直列4気筒のBMWエンジンは相性が悪く、決勝レースでは予選よりも300馬力近く出力を落とす必要が生じ、ロシェはその問題に悩まされ続け、（対策を施したM12/13/1を投入したものの）最後まで解決できなかった。
そうこうしている内に、1986年5月に発生したブラバム・BMWのエリオ・デ・アンジェリスの死亡事故と、それに端を発するターボ規制の議論に嫌気したBMWはF1における活動を終了することを7月初めに発表し、翌1987年限りで撤退した。
結果として、F1では、1987年末で撤退するまでの間にBMWエンジン搭載車は計9勝（ブラバムと8勝、ベネトンと1勝）を記録した。撤退後も、ロシェらは自然吸気（NA）のF1用エンジンの開発を1990年代を通じて密かに続けた。

#### S14エンジン (グループA)
S14エンジンはM10エンジンから派生して開発された直列4気筒エンジンで、エンジンブロックはM10エンジンをルーツとし、シリンダーカバーは直列6気筒のM88エンジン（BMW・M1のエンジン）から2気筒分を削って流用している。1962年のM10エンジンから始まったBMWの直列4気筒レーシングエンジンとしては最後のエンジンであり、ロシェにとってはBMWに入社して間もない頃から30年以上に渡ってこのエンジンの開発に関わり続けたことになる。
このエンジンは特に1980年代から1990年代前半にかけてのグループAにおける活躍で知られる。F1と同時期、ロシェはツーリングカーレースのグループA車両用にS14エンジンを改良し、このエンジンを搭載したBMW・M3（E30）は世界中の様々なツーリングカーレースで大きな成功を収めた。
ラリーでも、デビッド・リチャーズ率いるプロドライブがBMW・M3を1987年の世界ラリー選手権に参戦させ、ツール・ド・コルスで総合優勝を収めている。ラリー仕様のS14の開発はロシェの下、ウォルフガング・ハッツが手掛けた。

#### S70/2エンジン (ルマン・1990年代)
S70/2エンジンは元々はマクラーレン・F1用に開発されたV型12気筒エンジンで、レーシングエンジンとして作られたわけではないが、1990年代のル・マン24時間レースにおいてBMWに2度の総合優勝をもたらした。
ブラバム時代に同チームのチーフデザイナーを務めていたゴードン・マレーは、1986年末からマクラーレンに移籍しており、1990年頃にはマクラーレンで公道用の車両の開発を進めていた。マレーが設計していた車両は当時マクラーレンがF1で組んでいた本田技研工業（ホンダ）のエンジンを搭載する計画だったが、その目論見が頓挫したことで、エンジンを探していたマレーからの依頼がBMWに持ち込まれた。
この時にマレーが設計していた車両がマクラーレン・F1であり、ロシェはそのエンジン開発を任されることになった。マレーは4.5リッターで550馬力程度を出力するV型10気筒もしくは12気筒のエンジンを要望しており、ロシェは既存のBMW・M70エンジン（V型12気筒）をベースとして新規設計し、S70/2エンジンを完成させた。
このエンジンの出力はマレーの要望を大きく超え、最大で628馬力を発生した。マクラーレン・F1（1992年発売）はレースに使用することを想定して開発された車両ではなかったのだが、レースでもこのS70/2エンジンを搭載したまま使用されるようになり、レース仕様のマクラーレン・F1 GTRは1995年のル・マン24時間レースで総合優勝を果たした。1995年の初期型のマクラーレン・F1 GTRは、車体はマレーが懸念した通りモノコックの剛性不足などの問題を抱えたが、S70/2エンジンは車体の不具合を補って余りある性能を発揮したと高い評価を得た。
1997年には、性能調整のために装着義務があるエアリストリクターによる制限を緩和させることを狙って、ロシェはショートストローク化を行い、排気量は市販仕様の6.1リッター（6,064 cc）から若干落とし、6リッター（5,990 cc）に変更した。排気量は落ちたが、最大で600馬力程度という充分な出力を発生した。加えて、クランクシャフト、コンロッド、カムシャフト、オルタネータをはじめとする様々なパーツを一新して軽量化を図ることで、ドライバビリティを改善した。
さらに、ロシェはS70/2エンジンの発展形となる「S70/3」を開発し、このエンジンはプロトタイプ車両のBMW・V12 LM（1998年）とBMW・V12 LMR（1999年）に搭載され、1999年のル・マンでBMWは総合優勝を果たした。

#### E41エンジン (F1・2000年)
1997年、BMWは2000年からF1にエンジンサプライヤーとして復帰することを発表し、ロシェはF1復帰作でウィリアムズ・FW22に搭載されたV型10気筒のE41エンジンの設計と開発を手掛け、このエンジンがロシェが開発に携わった最後のエンジンとなった。
ロシェは、BMWが1986年限りでF1から撤退した後も、6人ほどの小さな研究グループを組織し、他のエンジン開発の裏で、F1用自然吸気エンジンの研究を続けていた。これは全くの独断で行っていた活動だったが、研究成果をBMWの役員会議で常に報告し、社内でF1に関する議論が途絶えないようにした。ロシェらの活動には社内で賛同する者たちも加わるようになり、グループのメンバーも20名ほどとなり、1997年の復帰発表を迎えることになった。
F1参戦前のテスト期間が最後の仕事となり、1999年に引退した。

### 死去
晩年は肺癌を患い、2016年11月15日に82歳で死去した。

## 人物
ミュンヘン出身で、職場もずっとミュンヘンで、「私の人生はすべてミュンヘンと密接に結びついている」と述べている。
最後に携わったE41エンジンでは、参戦前のテスト走行時にカムシャフトのギアのひとつが不具合を起こした際、通常なら「（分解修理のため）ミュンヘンのファクトリーに戻す」となってもおかしくない状況で、それを交換するためにロシェは自らドリルを使って穴をあけてギアを交換してテスト走行を続けさせ、この時にテストドライバーを務めていたヨルグ・ミューラーは回顧してこのことに感嘆の弁を述べている。
ロシェの引退間際にロシェの下で開発エンジニアを務めたアンディ・コーウェルは、ロシェはエンジン開発についての指導が素晴らしく、加えて、非常に国際的な感覚を持っており、F1文化にも精通していたと述べている。また、ロシェのような立場であれば気難しい人物であってもおかしくないが、（30歳以上若い）コーウェルにも気さくに接し、付き合いやすい人物だったと述べている。